# Phyllophaga lulaana
Phyllophaga lulaana är en skalbaggsart som beskrevs av Moron 2000. Phyllophaga lulaana ingår i släktet Phyllophaga och familjen Melolonthidae. Inga underarter finns listade i Catalogue of Life.